# 马千乘 (石砫)
馬千乘（1570年—1613年），字肖容，石砫土司、明朝時期石砫宣慰使。
馬千乘是土司馬斗斛的長子，母親是夫人覃氏。其母覃氏偏愛次子馬千駟，不喜歡馬千乘。
萬曆十六年（1588年），石砫下屬的龍陽峒土司譚彥相叛亂，圖謀脫離石砫的統治。馬千乘奉馬斗斛之命前往討伐，攻剋龍陽峒，譚彥相隻身逃脫。萬曆二十二年（1594年），馬斗斛因未經明廷批准私自開採銀礦，遭到譚彥相的舉報，以「毀民產業、與朝廷爭利」的罪名罷官，流放遼東口外效力。明廷命令馬千乘繼位，但必須在三個月內繳納十萬兩白銀，否則革去世襲土司。馬千乘最終無力繳納，被罷免官職，關押入獄。
馬千乘之母覃氏自播州土司楊應龍那裏借了十萬兩白銀繳納，使石砫土司成功避免了改土歸流。明廷命馬千駟繼位，因馬千駟年幼，遂由母親覃氏掌管印信。
萬曆二十三年（1595年）七月，馬氏族人馬斗霖發動兵變，覃氏攜馬千駟流亡播州。與此同時，楊應龍被明廷以襲殺官軍的罪名罷免官職，牽制播州勢力，明廷讓馬千乘重新擔任石砫宣慰使。覃氏不為楊應龍之妾田雌鳳所容，回到石砫。馬千乘夫婦不計前嫌，奉養如初。
萬曆二十五年（1597年）正月，日本入侵朝鮮，馬千乘與夫人秦良玉一起，追隨明軍抵抗日本的進攻。同年七月，楊應龍據播州起兵反明，明朝調兵鎮壓。馬千乘領兵三千人跟隨明軍征討，秦良玉則另外統率五百名精兵跟隨，與副將周國柱在鄧坎防衛播州兵。翌年正月二日，播州兵趁著明軍歡度春節之機發起夜襲。馬千乘夫婦率領白桿兵將其擊敗，又追入播州境內，連破金築等七寨。隨後，與酉陽土司冉躍龍等人直取桑木關，大敗播州兵，為南川路戰功第一。
萬曆三十八年（1610年），四川重慶府忠州酆都縣民譚良佐等人告發馬千乘倡兵刼奪、殺虜多命，及諸不法狀，萬曆帝命令嚴加查勘。
萬曆四十年（1612年），因民夷互搆，馬千乘被下獄，印信追貯夔州府庫。不久死於雲陽獄中，其妻秦良玉代領其職。